# جامعة باشكير الحكومية
جامعة باشكير الحكومية (الروسية: Башкирский государственный университет) هي جامعة جامعة كلاسيكية في روسيا تقع في أوفا بباشكورتوستان، تأسست عام 1909.

## التاريخ
تعد جامعة باشكير الحكومية مركزًا للدراسات العليا حيث تقدم دورات الدراسات العليا في 56 تخصصًا علميًا ودورات الدكتوراه في 8 تخصصات علمية. هناك 10 مجالس أطروحة دكتوراه و 3 مجالس أطروحة مسؤولة عن التحكيم ومنح شهادات علمية في 23 تخصصًا.

هي موطن للباشقيريين المشهورين، وكذلك العلماء الروس والباحثين والرياضيين والاقتصاديين والشعراء، وتعتبر قوية في مجالات الكيمياء العضوية والرياضيات التطبيقية وفقه اللغة وتكنولوجيا المعلومات والجيوفيزياء وهندسة البترول. كان العديد من علماء الرياضيات والفيزياء التطبيقيين البارزين من بين أعضاء هيئة التدريس بجامعة باشكير الحكومية، منهم الأكاديميون نيكولاي بوغوليوبوف وأليكسي ليونتيف وفالنتين نابالكوف، وأستاذ فقه اللغة غابدولخاي أخاتوف، وفيها طور الأكاديمي بوغوليوبوف طريقته الشهيرة في المتوسط بين عامي من 1941 و1943. تخرج من جامعة الشعراء مصطاي كريم وجيلمار رمضانوف وإيجور سافيليف وغيرهم. 

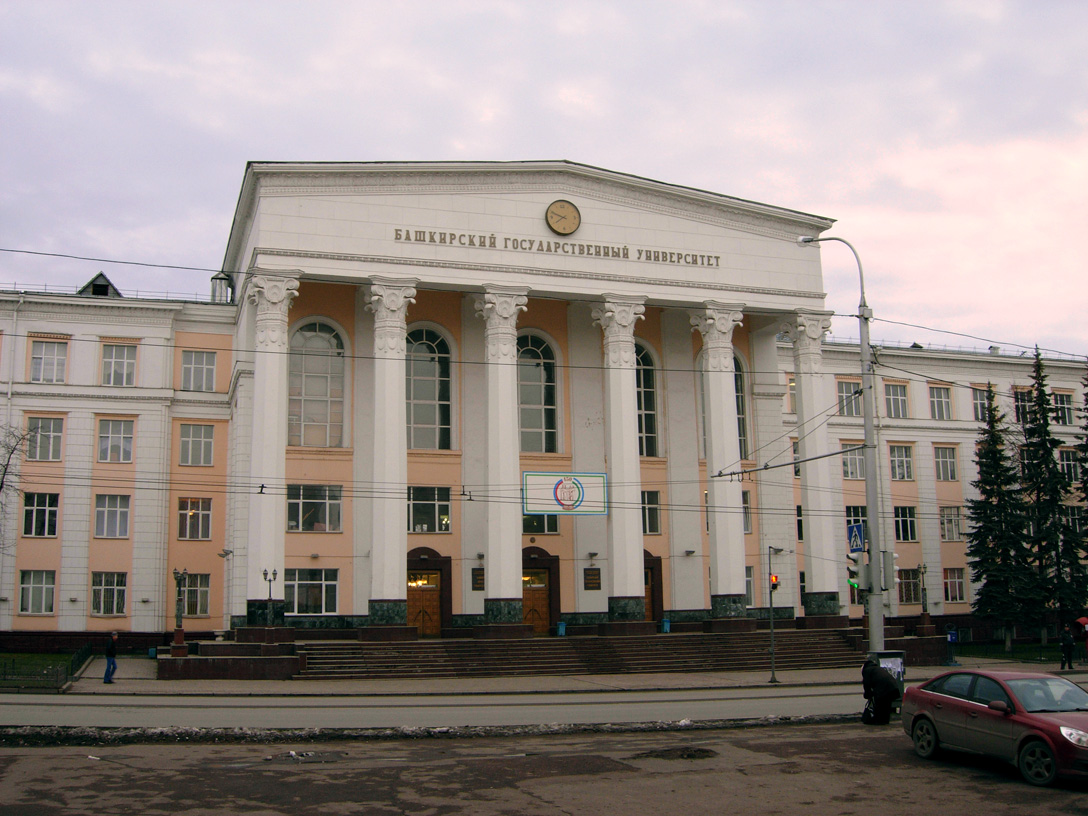
الحرم الجامعي الرئيسي في شارع زكي وليدي.

## الدراسات الجامعية

### معاهد وكليات
كليات جامعة باشكير الحكومية هي:  أكاديمية بشكير للسلامة والأمن التجاري الشامل، معهد القانون، معهد الفيزياء والتكنولوجيا، كلية باشكير لفقه اللغة والصحافة، كلية الأحياء، كلية الكيمياء، كلية الاقتصاد، كلية الجغرافيا  كلية التاريخ، كلية الكيمياء والتكنولوجيا، كلية الرياضيات وتكنولوجيا المعلومات، كلية فقه اللغة، كلية الفلسفة وعلم الاجتماع، كلية علم النفس، كلية الرومانسية وفقه اللغة الجرمانية، كلية المهن العامة، كلية المهن العامة. كلية جامعة باشكير الحكومية.
الأقسام العامة العامة
- قسم سلامة الحياة وحماية البيئة؛
- كرسي العلوم الإنسانية الأجنبية؛
- قسم الكليات الطبيعية للغات الأجنبية
- قسم التربية؛
- قسم التربية البدنية والرياضة.

## خريجون بارزون
- مصطاي كريم - شاعر وكاتب وكاتب مسرحى باشكيري سوفيتى.
- مكسيم تشودوف - بياتليت الروسية.
- رمضانوف غيلمدار زيغانداروفيتش - شاعر الباشكير السوفيتي، ناقد أدبي ومترجم.
- ألكسندر كازدان - البيزنطي السوفيتي الأمريكي
- حسنوف مارس ماغنافييفيتش - دكتور، أستاذ، المدير العلمي لهيئة الأوراق المالية «روسنفت».
- اسكندروفا حنيف سراجيفنا (مواليد 20 مارس 1928) - مدرس في المدرسة الثانوية أركولوفسكوي (مقاطعة سالافاتسكي، BASSR)، بطل العمل الاشتراكي. نائب رئيس مجلس السوفيات الأعلى في المجلس التشريعي الثامن والتاسع (1970-1979). المعلم الوطني للاتحاد السوفياتي (1982). كرمت مدارس المعلمين في جمهورية روسيا الاتحادية الاشتراكية السوفياتية (1967).
- محمد خراسوف - رئيس جامعة ولاية الباشكير (2000-2010). نائب مجلس ولاية باشكورتوستان.
- هادية دافلتشينا - شاعر باشكيري.
- خير الله مرتزين - عالم رياضيات روسي.
- ريناد يولمخاميتوف - عالم رياضيات روسي.

## أفرع
لدى الجامعة أفرع في سترليتاماك، وبيرسك، وأوتشالي، وسيباي، ونفتكامسك.

## وصلات خارجية
- موقع جامعة باشكير الحكومية الرسمي